# Giuseppe Firrao (1670-1744)
Pour les articles homonymes, voir Giuseppe Firrao.
Giuseppe Firrao (12 juillet 1670 à Luzzi-24 octobre 1744) est un cardinal italien des XVIIe et XVIIIe siècles.

## Biographie

### Origines et jeunesse
Giuseppe Firrao naît le 12 juillet 1670 à Luzzi, qui est alors un des fiefs de sa famille, dans le diocèse de Bisignano. Il descend d'une famille patricienne originaire de Naples. Il est le fils de Pietro Firrao, prince de Sant'Agata, et d'Isabella Caracciolo, issue elle-même de la famille des princes de Torrenova. Il est le grand-oncle du cardinal Giuseppe Firrao (1801).
Très jeune, il part pour Rome où il étudie au Seminario Romano, puis à l'Université La Sapienza où il obtient un doctorat in utroque iure, aussi bien en droit canonique qu'en droit civil, le 22 janvier 1695.
Le 3 mars 1695, il intègre la prélature romaine en tant que référendaire du Tribunal suprême de la Signature apostolique. Vice-légat d'Urbino en 1697, il est nommé gouverneur de Loreto le 22 février 1698, puis gouverneur d'Ancône le 31 mai 1701 et enfin gouverneur des territoires de Civitavecchia et de Tolfa, et surintendant de Corneto le 17 décembre 1702. Le 22 avril 1705, il devient gouverneur de Viterbo puis gouverneur de Pérouse et d'Ombrie du 12 juillet 1706 jusqu'au 16 juin 1709. Il est greffier de la Congrégation de la sacrée consulte et électeur surnuméraire du Tribunal suprême de la Signature apostolique, le 18 avril 1709.
Il reçoit les ordres mineurs le 6 avril 1711, il est nommé diacre le 25 août 1714. Électeur au Tribunal suprême de la Signature apostolique, 1712. Visiteur apostolique des provinces de Marches et Ombrie en 1713, il est nommé nonce extraordinaire au Portugal afin d'apporter le fascie benedette au prince du Brésil en 1714.
Il est ordonné prêtre le 2 septembre 1714.

### Épiscopat
Le jour même de son ordination, il est nommé archevêque titulaire de Nicée le 2 septembre 1714 (date de consécration inconnue). Il devient nonce apostolique auprès de la Suisse le 23 octobre 1716 et participe à la restauration de la discipline monastique et religieuse au sein du monastère de Campidona. Nonce apostolique au Portugal (en), 20 septembre 1720, il est nommé abbé commendataire de l'abbaye de S. Samuele, Barletta, en juin 1723, puis abbé commendataire du monastère bénédictin de S. Maria di Passaca, dans le diocèse de Catanzaro. Il est nommé archevêque d'Aversa le 11 décembre 1730, archidiocèse dont il démissionne le 26 septembre 1734.

### Cardinalat
Il est élevé au rang de cardinal-prêtre lors du consistoire du 24 septembre 1731 et reçoit la barrette rouge de cardinal et le titre cardinalice de S. Tommaso in Parione, le 19 novembre 1731. En mai 1733, il est nommé préfet de la Congrégation pour le port franc d'Ancône. Il devient cardinal secrétaire d'État le 4 octobre 1733 à la mort du cardinal Antonio Banchieri, et occupe ce poste jusqu'au 6 février 1740. Nommé préfet de la Congrégation de la sacrée consulte d'Avignon; de la Sainte Maison de Loreto et de l’État de Fermo. Préfet du Tribunal suprême de la Signature apostolique le 29 novembre 1737, il est fait protecteur du Collegio Maronita (maronite), à Rome, le 4 décembre 1737. À partir de 1737, il est protecteur de l'Ordre des Ermites de Saint Augustin (17 janvier 1737) et de l'Ordre souverain et militaire des Hospitaliers de Saint-Jean de Jérusalem de Rhodes et de Malte. Nommé préfet de la Congrégation des évêques et des réguliers, le 27 août 1738, il participe au conclave de 1740, qui élit le pape Benoit XIV. Il obtient le titre de S. Croce in Gerusalemme, le 29 août 1740. Il est camerlingue du Sacré Collège du 2 janvier 1741 au 22 janvier 1742.
Il décède le 24 octobre 1744 à 18h à Rome. Sa dépouille est exposée en l'église San Agostino, à Rome, où la capella papalis eut lieu en présence du pape Benoît XIV le 26 octobre 1744; il est enterré dans l'après-midi en face de l'autel principal de cette église, dans le sépulcre qu'il avait fait construire. Sur sa tombe est gravé son nom ainsi que le blason de sa famille.

## Succession apostolique
Giuseppe Firrao a ordonné les évêques suivants :
- Évêque Marcello Filomarini (1734)
- Évêque Antonio Manerba (1735)
- Évêque Octavio da Pozzo (1736)
- Évêque Antonio Falangola (it) (1736)
- Évêque Troiano Caracciolo del Sole (1738)
- Évêque Nicola Antonio Schiaffinati, O.E.S.A. (1739)
- Évêque Ferdinando Mandarini (1741)
- Évêque Antonio Zavarroni (1741)